# Раусинг, Сигрид
Сигрид Мария Элизабет Раусинг (швед. Sigrid Maria Elisabet Rausing; род. 29 января 1962, Лунд) — шведская филантропка, антрополог, публицист. Является основательницей Фонда Сигрид Раусинг, одного из крупнейших благотворительных фондов Великобритании, а также владелицей литературного журнала Granta.

## Биография

### Ранние годы
Сигрид Раусинг − дочь шведского бизнесмена Ханса Раусинга и его жены Марит Раусинг. Имеет сестру Лисбет Раусинг и брата Ханса-Христиана Раусинга. Её дедушка Рубен Раусинг был соучредителем шведского производителя упаковки Tetra Pak.
Выросла в шведском городе Лунд, с 1983 по 1986 год изучала историю в Йоркском университете в Великобритании. В 1987 году получила степень магистра социальной антропологии в Университетском колледже Лондона. Далее в докторате занималась постсоветской антропологией, для чего в 1993—1994 годах проводила полевые работы в одном из эстонских колхозов. В 1997 году получила звание доктора наук по социальной антропологии из соответствующего департамента в Университетском колледже Лондона, где и продолжила исследования.

### Карьера
В 2004 году в издательстве Оксфордского университета вышла монография Раусинг «История, память и идентичность в постсоветской Эстонии: конец колхозов» (англ. History, Memory, and Identity in Post-Soviet Estonia: The End of a Collective Farm), основанная на её докторской диссертации. Появлению книги предшествовала публикация ряда статей в научных журналах, в том числе во французском издании Ethnologie française.
Весной 2005 года вместе с мужем Эриком Абрахамом и публицистом Филипом Гвин-Джонсом (Philip Gwyn-Jones) Раусинг основала издательство Portobello Books. Той же осенью она приобрела известный литературный журнал Granta вместе с его издательством.
В феврале 2013 года Раусинг была названа одной из ста самых влиятельных женщин Британии в передаче «Woman's Hour» на радио BBC Radio 4. Весной 2014 года американское издательство Grove Atlantic и шведское издательство Albert Bonniers Förlag опубликовали её мемуар «Всё прекрасно» (Everything Is Wonderful), где она рассказывает о годе, который провела в Эстонии, собирая данные о шведах, живущих в Балтии.
Периодически Раусинг пишет колонки для газеты New Statesman. Её статьи о правах человека также печатались в The Guardian и The Sunday Times.
В июне 2014 года Раусинг избрали почётным членом колледжа Святого Антония Оксфордского университета.

### Филантропия
В 1988 году Раусинг основала благотворительную организацию Sea Foundation. В 1996 году она перевела активы в трастовый Фонд Рубена и Элизабет Раусинг, изначально названный в честь её дедушки и бабушки и затем переименованный в Фонд Сигрид Раусинг в 2003 году. В 2014 году он предоставил правозащитным организациям из разных стран около 208,3 млн фунтов стерлингов.
В 2004 году Раусинг получила премию в категории «Глобальный правозащитник» на церемонии вручения Международных наград в области прав человека. В 2005 году она выиграла награду Beacon Special Award за филантропию. В 2006 году Женская сеть финансирования присудила ей премию «Меняющая облик филантропии».
В 2009 и 2010 годах Раусинг была одной из судей Amnesty International UK Media Awards. Она является почётным членом международной группы Human Rights Watch.

### Личная жизнь
Замужем за теле- и театральным продюсером и актёром из ЮАР Эриком Абрахамом.